# Astrolábio

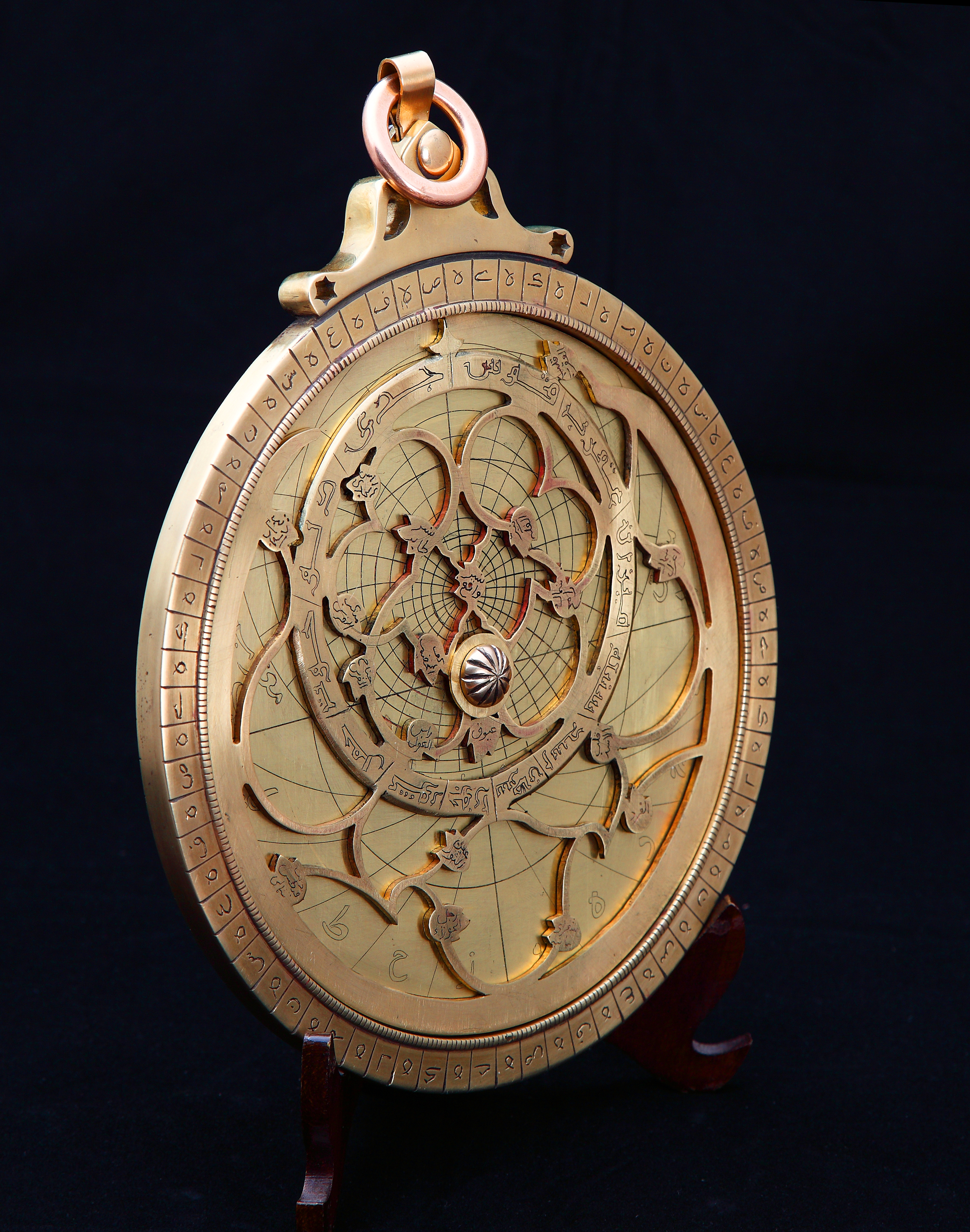
Uma réplica de um astrolábio.

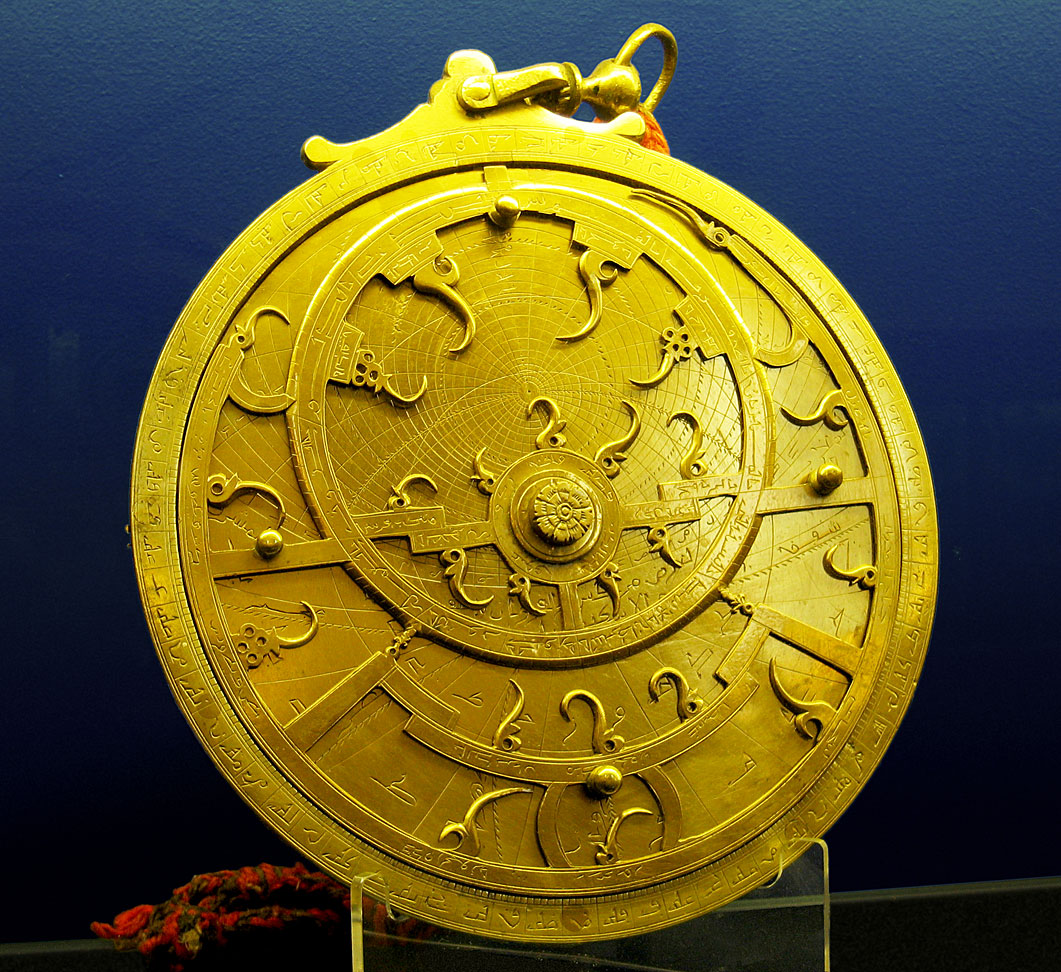
Astrolábio persa do século XVIII

O astrolábio é um instrumento de medida antigo usado na navegação marítima no contexto das Grandes Navegações, que servia para medir a altura e posição (latitude) dos astros no céu em relação ao horizonte; isto é, era instrumento de navegação baseado na posição das estrelas no céu. Seu surgimento é o resultado de várias teorias matemáticas aplicadas desenvolvidas por estudiosos antigos (Euclides, Ptolomeu, Hiparco de Niceia e, Hipátia de Alexandria). Foi reintroduzido na Europa no século XI EC através de versões árabes, e aperfeiçoado por Abraão Zacuto (1450-1522). O  sextante, no século XVIII, substituiu este instrumento.   
Também era utilizado para resolver problemas geométricos, como calcular a altura de um edifício ou a profundidade de um poço. 

## Característica
Era formado por um disco de latão graduado na sua borda, um anel de suspensão e uma mediclina (espécie de ponteiro). O astrolábio náutico era uma versão simplificada do tradicional e tinha a possibilidade apenas de medir a altura dos astros, daí calcular a latitude,  para ajudar na localização em alto mar.
O disco inicial foi parcialmente aberto para diminuir a resistência ao vento. O manejo do astrolábio exigia a participação de duas pessoas; consistia em grande círculo, por cujo interior corria uma régua; isto é, uma roda dividida em graus que tinha uma seta dulpa móvel presa no centro. A parte superior da seta mostrava a altura do sol acima do horizonte.
Uma pessoa suspendia o astrolábio na altura dos olhos, alinhando a régua com o sol, enquanto outra pessoa lia os graus marcados no círculo.

## História
O desenvolvimento do astrolábio foi progressivo, ao largo de vários séculos, e padronizado como o resultado prático de várias teorias matemáticas desenvolvidas pelos estudiosos antigos: Euclides, Ptolomeu, Hiparco de Niceia e, Hipátia de Alexandria. Hiparco (século II AEC) realizou os primeiros estudos em referência a um dispositico que permitisse mapear as estrelas e calcular as suas posiçoes. Séculos depois, Ptolemeu, em II EC, na sua obra Almagesto, um tratado matemático que contém tabelas astronómicas, e na sua outra obra Planisphaerium descreve o princípio da projeção estereográfica, fundamental ao funcionamento do astrolábio. Teão de Alexandria, em cerca de 390 AEC, escreveu um tratado dedicado ao astrolábio, o qual foi a base de muitos escritos sobre o assunto na Idade Média; a sua filha Hipátia de Alexandria chegou a criar um astrolábio. Um dos seus discípulos, Synesius de Cirene, também possuía um invento de características semelhantes. 
Durante a Idade Média o astrolábio atingiu uma grande popularidade, tendo sido objeto de aperfeiçoamento durante a Idade de ouro islâmica, por também ser utilizado com fins religiosos para calcular horários, a direção de Meca, ou navegar. 
Entre os maiores expoentes na melhoria do astrolábio estão os Tratados dos persas Al-Farghan (séc. IX) e Al-Sufi (século X), que realizou a revisão do Catálogo Estelar incluído na obra Almagesto de Ptolomeu e escreveu um tratado de 386 páginas sobre a utilização do astrolábio, incluindo as suas diversas aplicações. Através destes conhecimentos os europeus voltaram a ter contacto com o instrumento no século XI EC.. Abu Ixaque Ibraim Azarcali, nascido no Al-Andalus no século XI, criou uma versão mais avançada, com o nome astrolábio universal, que podia ser usado em qualquer latitude, tornando-se uma inovação significativa na época e para a navegação global. As obras que escreveu foram amplamente traduzidas para o latim, influenciaram a astronomia europeia e foram amplamente adotadas por estudiosos e navegadores.
O astrolábio moderno de metal foi desenvolvido por Abraão Zacuto em Lisboa, a partir de versões árabes, conseguindo obter leituras de maior precisão.

## Exploradores e cientistas notáveis que utilizaram o astrolábio
- Al-Farghani, astrónomo persa no século IX, escreveu um tratado sobre a utilização do astrolábio.[8]
- Abd al-Rahman al-Sufi, matemático e astrónomo persa, escreveu no século X um extenso compêndio sobre as mais de mil utilizações do astrolábio, em diversos contextos.[2]
- Abu Ixaque Ibraim Azarcali, nascido no Al-Andalus no século XI, criou o astrolábio universal.[7]
- Vasco da Gama, o renomado navegador português do século XV, é amplamente conhecido por sua histórica viagem para a Índia, que marcou a abertura da rota marítima entre a Europa e a Ásia. Um dos instrumentos fundamentais que o auxiliou em suas navegações foi o astrolábio, um dispositivo crucial para a navegação astronômica da época.[9]
- Nicolau Copérnico: Astrônomo nascido no Reino da Polónia durante o século XVI que formulou a teoria heliocêntrica. Antes da invenção do telescópio, Copérnico usou o astrolábio para suas observações astronômicas e cálculos.[10]
- Galileu Galilei: Físico e astrônomo nascido no século XVII no Grão-Ducado da Toscana, atual Itália. Antes de desenvolver o telescópio, Galileu usou o astrolábio para observações astronômicas e como meio de apoio nas suas pesquisas.[11]
- Cristóvão Colombo: Cristóvão Colombo usou o astrolábio como parte de seu equipamento de navegação. O astrolábio ajudava na determinação da latitude, uma habilidade crucial para a navegação oceânica na época. Apesar de ser mais conhecido por suas descobertas e pela "descoberta" das Américas, seu sucesso também deveu-se ao uso de instrumentos náuticos avançados, como o astrolábio.[12]
- Pedro Alvares Cabral: Cabral utilizou o astrolábio e outros instrumentos de navegação para orientar sua frota durante sua expedição ao Brasil e para as Índias. O astrolábio era fundamental para medir a altura dos astros e ajudar na determinação da latitude, o que era essencial para a navegação em alto-mar na época.[13]